# Не се плаши от тъмното
„Не се плаши от тъмното“ (на английски: Don't Be Afraid of the Dark) е римейк на едноименния телевизионен хорър на ABC от 1973 година. Филмът е написан и продуциран от Гилермо Дел Торо, и е режисиран от дебютанта Трой Никси.

## Сюжет
Младо момиче, изпратено да живее при баща си и новата му приятелка открива, че в новия дом живеят и други същества. Първоначални ги мисли за добронамерени, но впоследствие нещата се оказват другояче ... съществата възприемат момичето като едно от тях самите.